# Parthenodes hydrocampalis
Parthenodes hydrocampalis là một loài bướm đêm trong họ Crambidae.